# Glyphaea tomentosa
Glyphaea tomentosa är en malvaväxtart som beskrevs av Maxwell Tylden Masters. Glyphaea tomentosa ingår i släktet Glyphaea och familjen malvaväxter. Inga underarter finns listade i Catalogue of Life.